# Болвил (Манш)
Болвил (фр. Bolleville) насеље је и општина у северној Француској у региону Доња Нормандија, у департману Манш која припада префектури Кутанс.
По подацима из 2011. године у општини је живело 375 становника, а густина насељености је износила 61,58 становника/km². Општина се простире на површини од 6,09 km². Налази се на средњој надморској висини од 32 метара (максималној 44 m, а минималној 7 m).

## Демографија
| 1962. | 1968. | 1975. | 1982. | 1990. | 1999. | 2011. |
| ----- | ----- | ----- | ----- | ----- | ----- | ----- |
| 337   | 339   | 321   | 310   | 334   | 368   | 375   |

График промене броја становника у току последњих година